# Élections municipales de 2008 à Marseille
Pour un article plus général, voir Élections municipales françaises de 2008.
 (janvier 2025).
Si vous disposez d'ouvrages ou d'articles de référence ou si vous connaissez des sites web de qualité traitant du thème abordé ici, merci de compléter l'article en donnant les références utiles à sa vérifiabilité et en les liant à la section « Notes et références ».
Les élections municipales à Marseille ont eu lieu les 9 et 16 mars 2008.
À l'issue du scrutin, Jean-Claude Gaudin a remporté un troisième mandat de maire de Marseille pour l'UMP, malgré un score serré face à son principal adversaire, le socialiste Jean-Noël Guérini.

## Mode de scrutin
Suivant la loi relative au statut électoral de Paris, Lyon et Marseille, les élections municipales se déroulent par secteur, regroupant chacun deux arrondissements. Chaque secteur élit ses conseillers (303 au total), dont un tiers siègent au Conseil municipal.
Dans chaque secteur, la liste arrivée en tête obtient la moitié des sièges. Le reste est réparti à la proportionnelle entre toutes les listes ayant obtenu au moins 5 % des voix. Un deuxième tour est organisé si aucune liste n'atteint les 50 %, seules les listes ayant obtenu aux moins 10 % peuvent s'y présenter.
Nombre de conseillers élus par secteur
| Secteur                | I (1er et 7e ardt.) | II (2e et 3e ardt.) | III (4e et 5e ardt.) | IV (6e et 8e ardt.) | V (9e et 10e ardt.) | VI (11e et 12e ardt.) | VII (13e et 14e ardt.) | VIII (15e et 16e ardt.) | Total |
| ---------------------- | ------------------- | ------------------- | -------------------- | ------------------- | ------------------- | --------------------- | ---------------------- | ----------------------- | ----- |
| Conseillers de secteur | 22                  | 16                  | 22                   | 30                  | 30                  | 26                    | 32                     | 24                      | 202   |
| Conseillers municipaux | 11                  | 8                   | 11                   | 15                  | 15                  | 13                    | 16                     | 12                      | 101   |
| Nombre total d'élus    | 33                  | 24                  | 33                   | 45                  | 45                  | 39                    | 48                     | 36                      | 303   |

## Enjeux

### Candidats

#### Jean-Claude Gaudin
À droite, Jean-Claude Gaudin se présente pour un troisième mandat à la tête de la ville pour ce qui est sa cinquième élection comme chef de file de la droite. L'UMP met en avant son bilan, et notamment les nouvelles infrastructures de la ville: le prolongement du Tramway de Marseille inauguré moins d'un an avant l'élection, les projets de Tour CMA-CGM, des Terrasses du Port... Plus généralement, la municipalité sortante met l'accent sur la « nouvelle image » de la ville, sortie de sa réputation de ville pauvre et mafieuse.

#### Jean-Noël Guérini
À gauche, le président du conseil général des Bouches-du-Rhône Jean-Noël Guérini se présente pour la première fois, réunissant autour de lui la gauche marseillaise : PS, PCF, les Verts, PRG, LO, MRC.
La gauche critique la politique de la droite sortante qui aurait favorisé la population la plus aisée et les nouveaux arrivants de la ville, au détriment des populations plus pauvres. Elle s'oppose également à certains projets de la municipalité comme le tramway sur la rue de Rome ou l'incinérateur de Fos-sur-Mer et propose de baisser les prix des transports.

#### Autres candidats
- Jean-Luc Bennahmias mène pour la première fois une liste centriste du Mouvement démocrate.
- Stéphane Ravier est tête de liste pour le Front national dans une ville où il réalise traditionnellement de bons résultats
- Armelle Chevassu se présente pour la liste « Marseille contre attaque à gauche » de la LCR et de la Gauche antilibérale.

### État des lieux

Couleur politique des maires de secteur à l'issue des élections de 2001.

Avant que Jean-Claude Gaudin ne ravisse la mairie de Marseille en 1995, la ville, gouvernée de 1953 à 1986 par le socialiste Gaston Defferre puis de 1986 à 1995 par Robert Vigouroux, était considérée comme un bastion de la gauche. À la suite de la réélection de Jean-Claude Gaudin en 2001, la droite détenait cinq des huit secteurs de la ville, la gauche trois, principalement dans les quartiers nord.
À la veille du scrutin de 2008, la gauche semblait assurée de remporter les secteurs qu'elle détenait déjà (le IIe, le VIIe et le VIIIe) et les deux secteurs du sud de la ville semblaient acquis à la droite (le IVe et le Ve). Trois secteurs pouvaient donc basculer de droite à gauche : le Ier et le IVe dans le centre et, dans une moindre mesure, le VIe. Pour gagner, la gauche devait conquérir au moins deux de ces secteurs.
La liste d'union de la gauche présenta deux poids lourds socialistes dans les secteurs clés: Patrick Mennucci dans les 1er et 7e arrondissements et Jean-Noël Guérini, président du conseil général des Bouches-du-Rhône et candidat à la mairie, dans les 4e et 5e arrondissements, quittant pour l'occasion ses terres d'élection du Panier pour se mesurer directement à Renaud Muselier, alors premier adjoint au maire. Dans les 11e et 12e arrondissements, la gauche était emmenée par Christophe Masse, ancien député et conseiller général dont la famille est traditionnellement implantée dans l'est de Marseille, face au maire de secteur sortant et député de la première circonscription des Bouches-du-Rhône, Roland Blum.

## Les résultats
| Tête de liste  | Tête de liste       | Partis                       | Premier tour | Premier tour | Second tour | Second tour | Sièges | Sièges |
| Tête de liste  | Tête de liste       | Partis                       | #            | %            | #           | %           | #      | %      |
| -------------- | ------------------- | ---------------------------- | ------------ | ------------ | ----------- | ----------- | ------ | ------ |
|                | Jean-Claude Gaudin  | UMP                          | 109 930      | 41,03 %      | 100 509     | 50,42 %     | 51     | 50,50  |
|                | Jean-Noël Guérini   | PS, PCF, Verts, PRG, LO, MRC | 104 876      | 39,14 %      | 95 183      | 47,75 %     | 49     | 48,51  |
|                | Jean-Luc Bennhamias | MoDem                        | 14 844       | 5,54 %       | 95 183      | 47,75 %     | 49     | 48,51  |
|                | Stéphane Ravier     | FN                           | 23 475       | 8,76 %       | 3 642       | 1,83 %      | 1      | 0,99   |
|                | Armelle Chevassu    | LCR, GAL                     | 12 914       | 4,82 %       |             |             |        |        |
|                |                     | Autres                       | 1 911        | 0,71 %       |             |             |        |        |
| Inscrits       | Inscrits            | Inscrits                     | 474 806      | 100 %        | 322 453     | 100 %       | 101    | 100    |
| Abstention     | Abstention          | Abstention                   | 200 655      | 42,26 %      | 117 628     | 36,48 %     |        |        |
| Votants        | Votants             | Votants                      | 274 151      | 57,74 %      | 204 825     | 63,52 %     |        |        |
| Blancs et nuls | Blancs et nuls      | Blancs et nuls               | 6 201        | 2,26 %       | 5 491       | 2,68 %      |        |        |
| Exprimés       | Exprimés            | Exprimés                     | 267 950      | 97,74 %      | 199 334     | 97,32 %     |        |        |

Couleur politique des maires de secteur à l'issue des élections de 2008.

Note : à la suite de la fusion des listes MoDem avec les listes menées par le Parti socialiste entre les deux tours, LO a décidé de retirer ses candidats des listes d'union de la gauche.
Alors que nationalement la gauche remporte un net succès, gagnant plusieurs grandes villes, Jean-Claude Gaudin conserve la deuxième commune de France pour la droite. Mais si le maire sortant est réélu pour un troisième mandat, le résultat de l'élection est extrêmement serré puisque moins de 2 000 voix séparent la liste de Jean-Noël Guérini de celle de Renaud Muselier dans le IIIe secteur : le basculement de ce seul secteur aurait offert Marseille à la gauche. La liste d'union de la gauche remporte tout de même le Ier secteur sur la droite et Patrick Mennucci en est élu maire.
À l'issue de cette élection, Marseille se retrouve ainsi coupée en deux : la gauche contrôle les secteurs du nord et du centre de la ville, les plus populaires, et la droite le sud et l'est.
Par rapport aux précédentes élections, le Front national est en net recul : il ne dépasse les 10 % que dans les deux secteurs du nord de la ville et n'a plus qu'un seul élu au Conseil municipal. Les listes du MoDem et de la LCR réalisent des scores plus qu'honorables : Jean-Luc Bennahmias a réussi à dépasser les 5 % dans quatre secteurs sur huit et fusionne ses listes centristes avec celles de la gauche entre les deux tours. La liste d'extrême-gauche dépasse les 5 % dans quatre secteurs également mais refuse la fusion, n'obtenant pas d'élus à l'issue du second tour.

### Maires élus
|  | Secteur et arrondissements | Secteur et arrondissements | Maire              | Parti | Notes                                                                                            |
|  | -------------------------- | -------------------------- | ------------------ | ----- | ------------------------------------------------------------------------------------------------ |
|  | Maire de Marseille         | Maire de Marseille         | Jean-Claude Gaudin | UMP   | Sénateur des Bouches-du-Rhône, vice-président du Sénat                                           |
|  | I                          | 1er et 7e                  | Patrick Mennucci   | PS    | Conseiller régional de la région Provence-Alpes-Côte d'Azur                                      |
|  | II                         | 2e et 3e                   | Lisette Narducci   | PS    | Conseillère générale des Bouches-du-Rhône                                                        |
|  | III                        | 4e et 5e                   | Bruno Gilles       | UMP   | Sénateur des Bouches-du-Rhône                                                                    |
|  | IV                         | 6e et 8e                   | Dominique Tian     | UMP   | Député des Bouches-du-Rhône                                                                      |
|  | V                          | 9e et 10e                  | Guy Teissier       | UMP   | Député des Bouches-du-Rhône                                                                      |
|  | VI                         | 11e et 12e                 | Robert Assante     | NC    | Conseiller général des Bouches-du-Rhône                                                          |
|  | VII                        | 13e et 14e                 | Garo Hovsepian     | PS    | Conseiller régional de la région Provence-Alpes-Côte d'Azur, député suppléant de Sylvie Andrieux |
|  | VIII                       | 15e et 16e                 | Samia Ghali        | PS    | Sénatrice des Bouches-du-Rhône                                                                   |

### Résultats par secteur

#### Tableau récapitulatif
| Secteur | UMP Partager la réussite de Marseille | UMP Partager la réussite de Marseille | UMP Partager la réussite de Marseille | PS et alliés Faire gagner Marseille  | PS et alliés Faire gagner Marseille | PS et alliés Faire gagner Marseille | FN Les Marseillais d'abord !        | FN Les Marseillais d'abord ! | FN Les Marseillais d'abord ! | MoDem Démocrates et écologistes | MoDem Démocrates et écologistes | MoDem Démocrates et écologistes | LCR, GAL Marseille contre-attaque à gauche | LCR, GAL Marseille contre-attaque à gauche | LCR, GAL Marseille contre-attaque à gauche |
| Secteur | Voix                                  | Élus CS                               | Élus CM                               | Voix                                 | Élus CS                             | Élus CM                             | Voix                                | Élus CS                      | Élus CM                      | Voix                            | Élus CS                         | Élus CM                         | Voix                                       | Élus CS                                    | Élus CM                                    |
| ------- | ------------------------------------- | ------------------------------------- | ------------------------------------- | ------------------------------------ | ----------------------------------- | ----------------------------------- | ----------------------------------- | ---------------------------- | ---------------------------- | ------------------------------- | ------------------------------- | ------------------------------- | ------------------------------------------ | ------------------------------------------ | ------------------------------------------ |
| Ier     | 1er tour : 39,94 % 2e tour : 49,26 %  | 5                                     | 2                                     | 1er tour : 39,21 % 2e tour : 50,74 % | 17                                  | 9                                   | 1er tour : 6,63 %                   | 0                            | 0                            | 1er tour : 6,08 %               | -                               | -                               | 1er tour : 7,57 %                          | 0                                          | 0                                          |
| IIe     | 1er tour : 26,32 %                    | 2                                     | 1                                     | 1er tour : 54,90 %                   | 13                                  | 7                                   | 1er tour : 8,88 %                   | 1                            | 0                            | 1er tour : 3,80 %               | 0                               | 0                               | 1er tour : 6,09 %                          | 0                                          | 0                                          |
| IIIe    | 1er tour : 42,16 % 2e tour : 51,43 %  | 17                                    | 9                                     | 1er tour : 37,51 % 2e tour : 48,57 % | 5                                   | 2                                   | 1er tour : 6,28 %                   | 0                            | 0                            | 1er tour : 6,30 %               | -                               | -                               | 1er tour : 5,77 %                          | 0                                          | 0                                          |
| IVe     | 1er tour : 52,09 %                    | 22                                    | 13                                    | 1er tour : 28,46 %                   | 5                                   | 2                                   | 1er tour : 6,46 %                   | 1                            | 0                            | 1er tour : 7,75 %               | 1                               | 0                               | 1er tour : 5,24 %                          | 1                                          | 0                                          |
| Ve      | 1er tour : 48,81 % 2e tour : 58,68 %  | 24                                    | 12                                    | 1er tour : 32,01 % 2e tour : 41,32 % | 6                                   | 3                                   | 1er tour : 9,35 %                   | 0                            | 0                            | 1er tour : 5,78 %               | -                               | -                               | 1er tour : 4,05 %                          | 0                                          | 0                                          |
| VIe     | 1er tour : 43,38 % 2e tour : 54,39 %  | 20                                    | 10                                    | 1er tour : 38,22 % 2e tour : 45,61 % | 6                                   | 3                                   | 1er tour : 8,73 %                   | 0                            | 0                            | 1er tour : 4,97 %               | 0                               | 0                               | 1er tour : 3,65 %                          | 0                                          | 0                                          |
| VIIe    | 1er tour : 32,26 % 2e tour : 37,91 %  | 6                                     | 3                                     | 1er tour : 47,38 % 2e tour : 54,06 % | 25                                  | 13                                  | 1er tour : 11,80 % 2e tour : 8,03 % | 1                            | 0                            | 1er tour : 3,84 %               | 0                               | 0                               | 1er tour : 3,55 %                          | 0                                          | 0                                          |
| VIIIe   | 1er tour : 25,21 %                    | 4                                     | 1                                     | 1er tour : 53,30 %                   | 19                                  | 10                                  | 1er tour : 12,66 %                  | 1                            | 1                            | 1er tour : 4,30 %               | 0                               | 0                               | 1er tour : 4,59 %                          | 0                                          | 0                                          |

CS : conseillers de secteur. CM : conseillers municipaux.

#### Iersecteur (1eret7earrondissements)
| Tête de liste  | Tête de liste         | Partis                      | Premier tour | Premier tour | Second tour | Second tour | Sièges             | Sièges            |
| Tête de liste  | Tête de liste         | Partis                      | #            | %            | #           | %           | Conseil de secteur | Conseil municipal |
| -------------- | --------------------- | --------------------------- | ------------ | ------------ | ----------- | ----------- | ------------------ | ----------------- |
|                | Jean Roatta           | UMP                         | 10 069       | 39,94 %      | 13 544      | 49,26 %     | 7                  | 2                 |
|                | Patrick Mennucci      | PS-PCF-Les Verts-PRG-LO-MRC | 9 886        | 39,21 %      | 13 949      | 50,74 %     | 26                 | 9                 |
|                | Armelle Chevassu      | LCR-GAL                     | 1 909        | 7,57 %       |             |             |                    |                   |
|                | Jackie Blanc          | FN                          | 1 671        | 6,63 %       |             |             |                    |                   |
|                | Childéric Muller      | MoDem                       | 1 533        | 6,08 %       |             |             |                    |                   |
|                | Stéphanie Brun-Pothin | DVD                         | 145          | 0,58 %       |             |             |                    |                   |
| Inscrits       | Inscrits              | Inscrits                    | 42 882       | 100 %        | 42 875      | 100 %       | 33                 | 11                |
| Abstention     | Abstention            | Abstention                  | 17 081       | 39,83 %      | 14 575      | 33,99 %     |                    |                   |
| Votants        | Votants               | Votants                     | 25 801       | 60,17 %      | 28 300      | 66,01 %     |                    |                   |
| Blancs et nuls | Blancs et nuls        | Blancs et nuls              | 588          | 2,28 %       | 807         | 2,85 %      |                    |                   |
| Exprimés       | Exprimés              | Exprimés                    | 25 213       | 97,72 %      | 27 493      | 97,15 %     |                    |                   |

#### IIesecteur (2eet3earrondissements)
| Tête de liste  | Tête de liste       | Partis                      | Premier tour | Premier tour | Sièges             | Sièges            |
| Tête de liste  | Tête de liste       | Partis                      | #            | %            | Conseil de secteur | Conseil municipal |
| -------------- | ------------------- | --------------------------- | ------------ | ------------ | ------------------ | ----------------- |
|                | Lisette Narducci    | PS-PCF-Les Verts-PRG-LO-MRC | 8 892        | 54,90 %      | 21                 | 7                 |
|                | Jacques Rocca Serra | UMP                         | 4 262        | 26,32 %      | 3                  | 1                 |
|                | Roland Lombardi     | FN                          | 1 439        | 8,88 %       |                    |                   |
|                | Emmanuel Arvois     | LCR-GAL                     | 987          | 6,09 %       |                    |                   |
|                | Florence Bistagne   | MoDem                       | 616          | 3,80 %       |                    |                   |
| Inscrits       | Inscrits            | Inscrits                    | 31 024       | 100 %        | 24                 | 8                 |
| Abstention     | Abstention          | Abstention                  | 14 360       | 46,29 %      |                    |                   |
| Votants        | Votants             | Votants                     | 16 664       | 53,71 %      |                    |                   |
| Blancs et nuls | Blancs et nuls      | Blancs et nuls              | 468          | 2,81 %       |                    |                   |
| Exprimés       | Exprimés            | Exprimés                    | 16 196       | 97,19 %      |                    |                   |

#### IIIesecteur (4eet5earrondissements)
| Tête de liste  | Tête de liste        | Partis                      | Premier tour | Premier tour | Second tour | Second tour | Sièges             | Sièges            |
| Tête de liste  | Tête de liste        | Partis                      | #            | %            | #           | %           | Conseil de secteur | Conseil municipal |
| -------------- | -------------------- | --------------------------- | ------------ | ------------ | ----------- | ----------- | ------------------ | ----------------- |
|                | Renaud Muselier      | UMP                         | 13 630       | 42,16 %      | 17 761      | 51,43 %     | 26                 | 9                 |
|                | Jean-Noël Guérini    | PS-PCF-Les Verts-PRG-LO-MRC | 12 127       | 37,15 %      | 16 776      | 48,57 %     | 7                  | 2                 |
|                | Christophe Madrolle  | MoDem                       | 2 038        | 6,30 %       |             |             |                    |                   |
|                | Gilda Mih            | FN                          | 2 030        | 6,28 %       |             |             |                    |                   |
|                | Camille Roux Moumane | LCR-GAL                     | 1 864        | 5,77 %       |             |             |                    |                   |
|                | Hubert Savon         | MNR                         | 316          | 0,98 %       |             |             |                    |                   |
|                | Nicole Cantrel       | DVD                         | 197          | 0,61 %       |             |             |                    |                   |
|                | Corrine Raynaud      | EXG                         | 131          | 0,41 %       |             |             |                    |                   |
| Inscrits       | Inscrits             | Inscrits                    | 53 967       | 100 %        | 53 957      | 100 %       | 33                 | 11                |
| Abstention     | Abstention           | Abstention                  | 20 945       | 38,81 %      | 18 367      | 34,04 %     |                    |                   |
| Votants        | Votants              | Votants                     | 33 022       | 61,19 %      | 35 590      | 65,96 %     |                    |                   |
| Blancs et nuls | Blancs et nuls       | Blancs et nuls              | 689          | 2,09 %       | 1 053       | 2,96 %      |                    |                   |
| Exprimés       | Exprimés             | Exprimés                    | 32 333       | 97,91 %      | 34 537      | 97,04 %     |                    |                   |

#### IVesecteur (6eet8earrondissements)
| Tête de liste  | Tête de liste           | Partis                      | Premier tour | Premier tour | Sièges             | Sièges            |
| Tête de liste  | Tête de liste           | Partis                      | #            | %            | Conseil de secteur | Conseil municipal |
| -------------- | ----------------------- | --------------------------- | ------------ | ------------ | ------------------ | ----------------- |
|                | Jean-Claude Gaudin      | UMP                         | 23 600       | 52,09 %      | 37                 | 13                |
|                | François Franceschi     | PS-PCF-Les Verts-PRG-LO-MRC | 12 895       | 28,46 %      | 6                  | 2                 |
|                | Jean-Luc Bennahmias     | MoDem                       | 3 511        | 7,75 %       | 1                  | 0                 |
|                | Mireille Barde          | FN                          | 2 927        | 6,46 %       | 1                  | 0                 |
|                | Louis-Michel Pirrottina | LCR-GAL                     | 2 376        | 5,24 %       |                    |                   |
| Inscrits       | Inscrits                | Inscrits                    | 77 501       | 100 %        | 45                 | 15                |
| Abstention     | Abstention              | Abstention                  | 31 211       | 40,27 %      |                    |                   |
| Votants        | Votants                 | Votants                     | 46 290       | 59,73 %      |                    |                   |
| Blancs et nuls | Blancs et nuls          | Blancs et nuls              | 981          | 2,12 %       |                    |                   |
| Exprimés       | Exprimés                | Exprimés                    | 45 309       | 97,88 %      |                    |                   |

#### Vesecteur (9eet10earrondissements)
| Tête de liste  | Tête de liste  | Partis                      | Premier tour | Premier tour | Second tour | Second tour | Sièges             | Sièges            |
| Tête de liste  | Tête de liste  | Partis                      | #            | %            | #           | %           | Conseil de secteur | Conseil municipal |
| -------------- | -------------- | --------------------------- | ------------ | ------------ | ----------- | ----------- | ------------------ | ----------------- |
|                | Guy Teissier   | UMP                         | 21 493       | 48,81 %      | 27 343      | 58,68 %     | 36                 | 12                |
|                | René Olmeta    | PS-PCF-Les Verts-PRG-LO-MRC | 14 097       | 32,01 %      | 19 257      | 41,32 %     | 9                  | 3                 |
|                | Laurent Comas  | FN                          | 4 116        | 9,35 %       |             |             |                    |                   |
|                | Patrick Zaoui  | MoDem                       | 2 546        | 5,78 %       |             |             |                    |                   |
|                | Nicole Colomb  | LCR-GAL                     | 1 784        | 4,05 %       |             |             |                    |                   |
| Inscrits       | Inscrits       | Inscrits                    | 76 730       | 100 %        | 76 713      | 100 %       | 45                 | 15                |
| Abstention     | Abstention     | Abstention                  | 31 889       | 41,56 %      | 28 808      | 37,55 %     |                    |                   |
| Votants        | Votants        | Votants                     | 44 841       | 58,44 %      | 47 905      | 62,45 %     |                    |                   |
| Blancs et nuls | Blancs et nuls | Blancs et nuls              | 805          | 1,80 %       | 1 305       | 2,72 %      |                    |                   |
| Exprimés       | Exprimés       | Exprimés                    | 44 036       | 98,20 %      | 46 600      | 97,28 %     |                    |                   |

#### VIesecteur (11eet12earrondissements)
| Tête de liste  | Tête de liste    | Partis                      | Premier tour | Premier tour | Second tour | Second tour | Sièges             | Sièges            |
| Tête de liste  | Tête de liste    | Partis                      | #            | %            | #           | %           | Conseil de secteur | Conseil municipal |
| -------------- | ---------------- | --------------------------- | ------------ | ------------ | ----------- | ----------- | ------------------ | ----------------- |
|                | Roland Blum      | UMP                         | 18 014       | 43,38 %      | 24 661      | 54,39 %     | 30                 | 10                |
|                | Christophe Masse | PS-PCF-Les Verts-PRG-LO-MRC | 15 874       | 38,22 %      | 20 676      | 45,61 %     | 9                  | 3                 |
|                | Stéphane Durbec  | FN                          | 3 627        | 8,73 %       |             |             |                    |                   |
|                | Jeanne Nobile    | MoDem                       | 2 064        | 4,97 %       |             |             |                    |                   |
|                | Bruno Malvezin   | LCR-GAL                     | 1 514        | 3,65 %       |             |             |                    |                   |
|                | Francis Belotti  | MNR                         | 292          | 0,70 %       |             |             |                    |                   |
|                | Jacky Rouviere   | EXG                         | 144          | 0,35 %       |             |             |                    |                   |
| Inscrits       | Inscrits         | Inscrits                    | 72 366       | 100 %        | 72 350      | 100 %       | 39                 | 13                |
| Abstention     | Abstention       | Abstention                  | 29 975       | 41,42 %      | 25 677      | 35,49 %     |                    |                   |
| Votants        | Votants          | Votants                     | 42 391       | 58,58 %      | 46 673      | 64,51 %     |                    |                   |
| Blancs et nuls | Blancs et nuls   | Blancs et nuls              | 862          | 2,03 %       | 1 336       | 2,86 %      |                    |                   |
| Exprimés       | Exprimés         | Exprimés                    | 41 529       | 97,97 %      | 45 337      | 97,14 %     |                    |                   |

#### VIIesecteur (13eet14earrondissements)
| Tête de liste  | Tête de liste       | Partis                      | Premier tour | Premier tour | Second tour | Second tour | Sièges             | Sièges            |
| Tête de liste  | Tête de liste       | Partis                      | #            | %            | #           | %           | Conseil de secteur | Conseil municipal |
| -------------- | ------------------- | --------------------------- | ------------ | ------------ | ----------- | ----------- | ------------------ | ----------------- |
|                | Sylvie Andrieux     | PS-PCF-Les Verts-PRG-LO-MRC | 19 462       | 47,38 %      | 24 525      | 54,06 %     | 38                 | 13                |
|                | Valérie Boyer       | UMP                         | 13 250       | 32,36 %      | 17 200      | 37,91 %     | 9                  | 3                 |
|                | Stéphane Ravier     | FN                          | 4 847        | 11,80 %      | 3 642       | 8,03 %      | 1                  | 0                 |
|                | Mohamed Laqhila     | MoDem                       | 1 579        | 3,84 %       |             |             |                    |                   |
|                | Babette Johsua      | LCR-GAL                     | 1 459        | 3,55 %       |             |             |                    |                   |
|                | Jean-Claude Le Page | DVD                         | 477          | 1,16 %       |             |             |                    |                   |
| Inscrits       | Inscrits            | Inscrits                    | 76 575       | 100 %        | 76 558      | 100 %       | 48                 | 16                |
| Abstention     | Abstention          | Abstention                  | 34 440       | 44,98 %      | 30 201      | 39,45 %     |                    |                   |
| Votants        | Votants             | Votants                     | 42 135       | 55,02 %      | 46 357      | 60,55 %     |                    |                   |
| Blancs et nuls | Blancs et nuls      | Blancs et nuls              | 1 061        | 2,52 %       | 990         | 2,14 %      |                    |                   |
| Exprimés       | Exprimés            | Exprimés                    | 41 074       | 97,48 %      | 45 367      | 97,86 %     |                    |                   |

#### VIIIesecteur (15eet16earrondissements)
| Tête de liste  | Tête de liste    | Partis                      | Premier tour | Premier tour | Sièges             | Sièges            |
| Tête de liste  | Tête de liste    | Partis                      | #            | %            | Conseil de secteur | Conseil municipal |
| -------------- | ---------------- | --------------------------- | ------------ | ------------ | ------------------ | ----------------- |
|                | Samia Ghali      | PS-PCF-Les Verts-PRG-LO-MRC | 11 643       | 52,30 %      | 30                 | 10                |
|                | Bernard Susini   | UMP                         | 5 612        | 25,21 %      | 4                  | 1                 |
|                | Bernard Marandat | FN                          | 2 818        | 12,66 %      | 2                  | 1                 |
|                | Henri Saint-Jean | LCR-GAL                     | 1 021        | 4,59 %       |                    |                   |
|                | Saïd Ahamada     | MoDem                       | 957          | 4,30 %       |                    |                   |
|                | Daniel Rogier    | EXG                         | 209          | 0,94 %       |                    |                   |
| Inscrits       | Inscrits         | Inscrits                    | 43 761       | 100 %        | 36                 | 12                |
| Abstention     | Abstention       | Abstention                  | 20 754       | 47,43 %      |                    |                   |
| Votants        | Votants          | Votants                     | 23 007       | 52,57 %      |                    |                   |
| Blancs et nuls | Blancs et nuls   | Blancs et nuls              | 747          | 3,25 %       |                    |                   |
| Exprimés       | Exprimés         | Exprimés                    | 22 260       | 96,75 %      |                    |                   |